# Поле направлений
По́ле направле́ний — геометрическая интерпретация множества линейных элементов, соответствующих системе обыкновенных дифференциальных уравнений
{\displaystyle {\dot {x}}_{i}=f_{i}(t,x_{1},...,x_{n}),i=1,...,n}.
Для системы в симметричной форме
{\displaystyle {\frac {dt}{f_{0}(t,x_{1},...,x_{n})}}={\frac {dx_{1}}{f_{1}(t,x_{1},...,x_{n})}}=...={\frac {dx_{n}}{f_{n}(t,x_{1},...,x_{n})}}}
среди направлений поля возможны ортогональные оси {\displaystyle t}.
Любая интегральная кривая системы обыкновенных дифференциальных уравнений в каждой своей точке касается отвечающего этой точке направления поля, и любая кривая, обладающая этим свойством, является интегральной кривой системы.